# Tell Me Why (The Beatles)
Tell Me Why is een lied uit 1964 van de Britse popgroep The Beatles dat gebruikt werd in een scène voor hun eerste speelfilm, A Hard Day's Night. Het lied werd ook uitgebracht op de gelijknamige soundtrack. Het lied staat op naam van het schrijversduo Lennon-McCartney, maar is geschreven door John Lennon.

## Achtergrond
In 1964 werkten The Beatles aan hun eerste speelfilm, A Hard Day's Night. In het script stond dat The Beatles aan het einde van de film een concert zouden geven. Hiervoor moest nog een nieuw, vrolijk lied geschreven worden, wat door Lennon gedaan werd.

They needed another song -- an upbeat song -- so I just knocked it off.
— John Lennon (1980)

 Het bovenstaande citaat suggereert dat Lennon niet veel aandacht aan het nummer heeft besteed en mogelijk niet tevreden was over het nummer. In een interview ten tijde van het verschijnen van de speelfilm heeft Lennon echter gezegd Tell Me Why een van de betere nummers van de film te vinden.
In de liedtekst lijkt Lennon te verwijzen naar relatieproblemen met zinnen als "Tell me why you cried, and why you lied to me" en "Did you have to treat me oh so bad". Mogelijk heeft Paul McCartney daarom later Tell Me Why in verband gebracht met ruzies tussen Lennon en zijn vrouw Cynthia en met buitenechtelijke affaires die Lennon op dat moment had.

## Opnamen
In 27 februari 1964 waren The Beatles in de Abbey Road Studios in Londen om te werken aan hun nieuwe album. Die dag namen ze drie nummers op: And I Love Her, If I Fell en Tell Me Why. In totaal had de groep acht takes nodig om het nummer op de gewenste manier op te nemen.

## Vertolking in A Hard Day's Night
In de speelfilm A Hard Day's Night is te zien hoe The Beatles tijdens een concert Tell Me Why spelen. De opnamen hiervoor werden gemaakt op 31 maart 1964 in het Scala Theatre in Londen. Het nummer werd voor deze opnamen niet live gespeeld, maar door de groep geplaybackt. Onbekend is waarom de tekst die Lennon in de film zingt anders is dan de tekst die op de lp.

## Release
In het Verenigd Koninkrijk werd Tell Me Why op 10 juli 1964 door platenmaatschappij Parlophone uitgebracht op het album A Hard Day's Night. Enkele dagen eerder, op 26 juni was Tell Me Why ook door filmproductiemaatschappij United Artists uitgebracht op de Amerikaanse versie van A Hard Day's Night. De Amerikaanse versie bevatte enkel de nummers die in de film te horen waren, aangevuld met enkele instrumentale nummers. Op 20 juli 1964 werd Tell Me Why in de Verenigde Staten ook door Capitol uitgebracht op het album Something New.

## Credits
- John Lennon - zang, slaggitaar
- Paul McCartney - achtergrondzang, basgitaar
- George Harrison - achtergrondzang, leadgitaar
- Ringo Starr - drums
- George Martin - piano